# Sorrow Galaxies
Sorrow Galaxies è il sesto album in studio del gruppo musicale francese Mütiilation, pubblicato nel 2007 dalla End All Life Productions.

## Tracce
1. Cosmic Seeds of Anger & Dementia – 12:39
2. The Coffin of Lost Innocence – 10:03
3. Cesium Syndrome 86 – 9:28
4. Acceptance of My Decay – 12:27

## Formazione

### Gruppo
- Meyhna'ch – voce, basso, chitarra